# Tuerie du Bar du Téléphone
 (décembre 2024).
Si vous disposez d'ouvrages ou d'articles de référence ou si vous connaissez des sites web de qualité traitant du thème abordé ici, merci de compléter l'article en donnant les références utiles à sa vérifiabilité et en les liant à la section « Notes et références ».
La tuerie du Bar du Téléphone (appelée aussi massacre de la Saint-Gérard) est le nom donné à l'assassinat de dix personnes qui s'est produit le 3 octobre 1978 dans un bar du Petit Canet, quartier des Arnavaux (14e arrondissement de Marseille). L'affaire fut à l'époque largement reprise par les médias nationaux et contribua à entretenir la « mauvaise réputation » de Marseille.

## Les faits
Le 3 octobre 1978, vers 20 h 10,  des hommes armés de pistolets et de fusils pénètrent dans le bar du Téléphone (situé 8 boulevard du Commandant Finat-Duclos à Marseille) et abattent toutes les personnes présentes. Dix personnes sont tuées (l'une d'elles, gravement blessée,  meurt de ses blessures à l'hôpital) : les consommateurs (Alain Armanian, Guy Audemard, Fernand Bourrelly, Henri Ciron, Francis Fernandez, Noël Kokos, Jean-Claude Quercia, Paul Straboni et Marcel Touchard) et le patron du bar (André Leoni). Il n'y aura que deux rescapés, la femme du  patron (Nicole Leoni), qui était montée dans ses appartements quelques instants auparavant, et Jean Kokos, le frère de Noël Kokos, qui a réussi à se sauver. Il sera abattu à son tour quelques années plus tard.
Alertés par des témoins, les policiers et les pompiers arrivent sur les lieux. Ils découvrent alors un spectacle macabre. « Il y avait tellement de sang par terre qu'on en avait jusqu'aux chevilles » se rappelle le commandant Christian Maraninchi, inspecteur à l'époque des faits.

## L'enquête
Les témoins présents sur le lieu du drame apportent peu d'éléments. On sait seulement que les tueurs étaient trois, portant des bas sur la tête et des passe-montagnes, et qu'une fois leur forfait accompli, ils ont profité de l'obscurité pour s'enfuir à pied par le boulevard Finat-Duclos. Ce qui est sûr, c'est qu'ils ont opéré méthodiquement mais rapidement. Les premières victimes ont été abattues d'une balle dans la tête, les suivantes sont touchées à l'abdomen. Alors que certains témoins parlent de centaines de coups de feu, les tueurs n'ont pas dépassé les quatre minutes pour agir. Par contre, les miroirs n'ont pas été brisés, ni même touchés, pas plus que les bouteilles et les verres.
Parmi les victimes, quatre (dont deux qui sortaient de prison) étaient connues des services de police, mais elles n'avaient commis que des délits mineurs. Les autres sont inconnues des autorités.

## Les hypothèses
L'enquête a donné lieu à diverses hypothèses, mais aucune n'a abouti faute de preuves et de crédibilité.
Les principales hypothèses proposées furent les suivantes :
- il s'agissait d'un nouvel épisode de la sanglante guerre des gangs que se livraient à l'époque le clan de Tany Zampa et Jacky le Mat (vingt-six morts en seize mois comptabilisés à Marseille avant cet épisode tragique[2]). Cette thèse aurait pu être corroborée par le fait qu'on découvre, au cours de l'enquête, que l'une des victimes, Noël Kokos, avait été un porte-flingue du milieu. Elle a cependant été exclue par Honoré Gévaudan, directeur des Affaires criminelles au ministère de l'Intérieur, qui est venu à Marseille pour prendre lui-même en main la direction de l'enquête, car il considérait que dans cette affaire les lois du milieu n'avaient pas été respectées, l'une des principales voulant que l'on épargne les innocents.
- il s'agirait d'un règlement de comptes entre proxénètes qui aurait « mal tourné ».
- il s'agirait d'un règlement de comptes dans le cadre d'un trafic de fausse monnaie.
- il s'agirait d'un complot fomenté par des barbouzes ou des membres du SAC.

La tuerie du Bar du Téléphone demeure donc à ce jour une énigme policière qui n'a pas trouvé d'explication, ni de coupables.
Le juge d'instruction chargé de l'affaire était Pierre Michel, lui-même abattu le 21 octobre 1981, soit trois ans après la tuerie.

## Filmographie
- Le Bar du téléphone, réalisé par Claude Barrois en 1980, s'inspire des faits qui se sont passés à Marseille pour les transposer dans la région parisienne.
- La French, réalisé par Cédric Jimenez en 2014, inclut cet événement.

## Documentaires télévisés
- Série documentaire "Lieux de crimes" réalisée par Philippe Carrese; épisode 02 : Marseille en lettres de sang

## Émission radiophonique
- « Il y a 32 ans, c'était la tuerie du bar du téléphone », le 4 octobre 2010 dans Histoire d'un jour sur Europe 1.